# Jane the Virgin (4.ª temporada)
A quarta temporada de Jane the Virgin foi ao ar na The CW de 13 de outubro de 2017 a 20 de abril de 2018. A temporada consiste em 17 episódios e é protagonizada por Gina Rodriguez como uma jovem universitária Latina acidentalmente inseminada artificialmente com o esperma de seu chefe, Rafael Solano (Justin Baldoni). Nesta temporada, Jane lida com seus sentimentos românticos por Rafael enquanto reencontra com um ex-namorado, enquanto Rafael perde a posse de Marbella e volta a ficar com sua ex-esposa, Petra Solano (Yael Grobglas). Além disso, Rogelio de la Vega (Jaime Camil), pai de Jane, está esperando um bebê com uma ex-namorada e se casa com a mãe de Jane, Xiomara Villanueva (Andrea Navedo).

## Elenco e personagens

### Principal
- Gina Rodriguez como Jane Gloriana Villanueva
- Andrea Navedo como Xiomara "Xo" Gloriana de la Vega
- Yael Grobglas como Petra Solano/Anezka Archuletta
- Justin Baldoni como Rafael Solano
- Ivonne Coll como Alba Gloriana Garcia
- Elias Janssen como Mateo Gloriano Rogelio Solano Villanueva
- Jaime Camil como Rogelio de la Vega
- Anthony Mendez como o narrador

### Recorrente
- Tyler Posey como Adam Alvaro
- Yara Martinez como Dra. Luisa Alver
- Justina Machado como Darci Factor
- Bridget Regan como Rose Solano
- Priscilla Barnes como Magda
- Shelly Bhalla como Krishna
- Rosario Dawson como Jane "J.R." Ramos
- Alfonso DiLuca como Jorge Garcia

### Convidado especial
- Brooke Shields como River Fields

### Convidado
- Brett Dier como Michael Cordero/Jason
- Francisco San Martin como Fabian Regalo del Cielo
- Diane Guerrero como Lina Santillan
- Sharon Osbourne como ela mesma
- Julie Chen como ela mesma
- Sara Gilbert como ela mesma
- Sheryl Underwood como ela mesma
- Eve como ela mesma
- Melanie Mayron como Marlene Donaldson
- Eva Longoria como ela mesma
- Adam Rodriguez como Jonathan Chavez
- Amy Brenneman como Donna

## Episódios
| N.º na série | N.º na temp. | Título                  | Dirigido por      | Escrito por                                   | Exibição original      | Audiência (milhões) |
| ------------ | ------------ | ----------------------- | ----------------- | --------------------------------------------- | ---------------------- | ------------------- |
| 65           | 1            | "Chapter Sixty-Five"    | Brad Silberling   | Jennie Snyder Urman & Paul Sciarrotta         | 13 de outubro de 2017  | 0.68                |
| 66           | 2            | "Chapter Sixty-Six"     | Gina Lamar        | Valentina Garza, Jessica O'Toole & Amy Rardin | 20 de outubro de 2017  | 0.61                |
| 67           | 3            | "Chapter Sixty-Seven"   | Fernando Sariñana | Carolina Rivera & Micah Schraft               | 27 de outubro de 2017  | 0.60                |
| 68           | 4            | "Chapter Sixty-Eight"   | Gina Lamar        | Deirdre Shaw & Chantelle M. Wells             | 3 de novembro de 2017  | 0.69                |
| 69           | 5            | "Chapter Sixty-Nine"    | Stuart Gillard    | Paul Sciarrotta                               | 10 de novembro de 2017 | 0.65                |
| 70           | 6            | "Chapter Seventy"       | Melanie Mayron    | Carolina Rivera & Micah Schraft               | 17 de novembro de 2017 | 0.61                |
| 71           | 7            | "Chapter Seventy-One"   | Micah Schraft     | Valentina Garza & Deidre Shaw                 | 8 de dezembro de 2017  | 0.65                |
| 72           | 8            | "Chapter Seventy-Two"   | Melanie Mayron    | Carolina Rivera & Paul Sciarrotta             | 26 de janeiro de 2018  | 0.68                |
| 73           | 9            | "Chapter Seventy-Three" | Eric Lea          | Valentina Garza & Chantelle M. Wells          | 2 de fevereiro de 2018 | 0.67                |
| 74           | 10           | "Chapter Seventy-Four"  | Gina Rodriguez    | Micah Schraft & Paul Sciarrotta               | 9 de fevereiro de 2018 | 0.80                |
| 75           | 11           | "Chapter Seventy-Five"  | Gina Lamar        | Merigan Mulhern                               | 2 de março de 2018     | 0.59                |
| 76           | 12           | "Chapter Seventy-Six"   | Melanie Mayron    | Leah Longoria                                 | 9 de março de 2018     | 0.58                |
| 77           | 13           | "Chapter Seventy-Seven" | Gina Lamar        | Deirdre Shaw & Chantelle M. Wells             | 16 de março de 2018    | 0.59                |
| 78           | 14           | "Chapter Seventy-Eight" | Justin Baldoni    | Valentina Garza & Micah Schraft               | 23 de março de 2018    | 0.65                |
| 79           | 15           | "Chapter Seventy-Nine"  | Gina Lamar        | Paul Sciarrotta                               | 6 de abril de 2018     | 0.53                |
| 80           | 16           | "Chapter Eighty"        | Micah Schraft     | Micah Schraft                                 | 13 de abril de 2018    | 0.57                |
| 81           | 17           | "Chapter Eighty-One"    | Gina Lamar        | Jennie Snyder Urman & Paul Sciarrotta         | 20 de abril de 2018    | 0.58                |

## Produção
Em 8 de janeiro de 2017, a The CW renovou a série para uma quarta temporada. Mais tarde, foi anunciado em 18 de maio de 2017 que a série havia sido transferida do horário de segunda-feira para a sexta-feira, sendo transmitida juntamente com a terceira temporada de Crazy Ex-Girlfriend, estreando em 13 de outubro de 2017. Os últimos sete episódios da temporada foram acoplados ao lado de Dynasty, que foi transferida da noite de quarta para sexta à noite no meio da temporada de transmissão. A temporada também teve um número de episódios reduzidos, por solicitação da showrunner Jennie Snyder Urman, com um total de 17 episódios, tornando-se a temporada mais curta do programa.
Quando o pôster promocional da temporada foi divulgado, o ator-mirim Joseph Sanders, intérprete de Mateo, foi substituído por Elias Janssen, devido a Sanders estar muito ocupado com a escola para se comprometer com o papel. A partir do primeiro episódio da temporada, Janssen foi creditado como "protagonista", juntamente com os outros seis atores regulares da série. Em 20 de setembro de 2017, foi anunciado que Alex Meneses seria intérprete de Katherine, "proprietária do Cortes Hotel Conglomerate, que é uma possível investidora do hotel de Rafael (Justin Baldoni) e Petra (Yael Grobglas)". Em 7 de janeiro de 2018, foi anunciado que Rosario Dawson se juntaria ao elenco da série na metade da temporada, embora os detalhes de seu papel continuassem em segredo até que a cena de introdução da personagem fosse lançada um dia antes seu primeiro episódio foi ao ar, revelando que Dawson estaria interpretando Jane Ramos, uma advogada contratada para defender Petra.
Em 9 de janeiro de 2018, a protagonista da série Gina Rodriguez anunciou pela sua conta no Instagram que ela faria sua estreia na direção nesta temporada, postando uma foto de si mesma segurando uma claquete de Jane the Virgin com seu nome na direção, ao lado de Yael Grobglas e Rosario Dawson. A estreia na direção de Rodriguez foi o décimo episódio da temporada, "Chapter Seventy-Four", que foi ao ar em 9 de fevereiro de 2018. Justin Baldoni também dirigiu um episódio nesta temporada, que foi o décimo quarto episódio, "Chapter Seventy-Eight".

## Recepção

### Audiência
| №  | Título                  | Exibição original      | Rating/share (18–49) | Audiência (em milhões) | DVR (18–49) | Audiência em DVR (milhões) | Total (18–49) | Audiência total (em milhões) |
| -- | ----------------------- | ---------------------- | -------------------- | ---------------------- | ----------- | -------------------------- | ------------- | ---------------------------- |
| 1  | "Chapter Sixty-Five"    | 13 de outubro de 2017  | 0.3/1                | 0.68                   | 0.3         | 0.67                       | 0.6           | 1.35                         |
| 2  | "Chapter Sixty-Six"     | 20 de outubro de 2017  | 0.2/1                | 0.61                   | 0.3         | 0.58                       | 0.5           | 1.19                         |
| 3  | "Chapter Sixty-Seven"   | 27 de outubro de 2017  | 0.3/1                | 0.60                   | N/A         | 0.54                       | N/A           | 1.16                         |
| 4  | "Chapter Sixty-Eight"   | 3 de novembro de 2017  | 0.2/1                | 0.69                   | 0.3         | 0.55                       | 0.5           | 1.24                         |
| 5  | "Chapter Sixty-Nine"    | 10 de novembro de 2017 | 0.3/1                | 0.65                   | N/A         | 0.61                       | N/A           | 1.26                         |
| 6  | "Chapter Seventy"       | 17 de novembro de 2017 | 0.2/1                | 0.61                   | 0.3         | 0.55                       | 0.5           | 1.16                         |
| 7  | "Chapter Seventy-One"   | 8 de dezembro de 2017  | 0.3/1                | 0.65                   | 0.3         | 0.61                       | 0.6           | 1.25                         |
| 8  | "Chapter Seventy-Two"   | 26 de janeiro de 2018  | 0.2/1                | 0.68                   | 0.4         | 0.71                       | 0.6           | 1.39                         |
| 9  | "Chapter Seventy-Three" | 2 de fevereiro de 2018 | 0.3/1                | 0.67                   | 0.3         | 0.60                       | 0.6           | 1.27                         |
| 10 | "Chapter Seventy-Four"  | 9 de fevereiro de 2018 | 0.3/1                | 0.80                   | 0.3         | 0.59                       | 0.6           | 1.39                         |
| 11 | "Chapter Seventy-Five"  | 2 de março de 2018     | 0.2/1                | 0.59                   | 0.3         | 0.62                       | 0.5           | 1.21                         |
| 12 | "Chapter Seventy-Six"   | 9 de março de 2018     | 0.2/1                | 0.58                   | 0.3         | 0.53                       | 0.5           | 1.12                         |
| 13 | "Chapter Seventy-Seven" | 16 de março de 2018    | 0.2/1                | 0.59                   | 0.3         | 0.59                       | 0.5           | 1.19                         |
| 14 | "Chapter Seventy-Eight" | 23 de março de 2018    | 0.2/1                | 0.65                   | 0.3         | N/A                        | 0.5           | N/A                          |
| 15 | "Chapter Seventy-Nine"  | 6 de abril de 2018     | 0.2/1                | 0.54                   | 0.3         | 0.59                       | 0.5           | 1.13                         |
| 16 | "Chapter Eighty"        | 13 de abril de 2018    | 0.2/1                | 0.57                   | 0.2         | 0.48                       | 0.4           | 1.10                         |
| 17 | "Chapter Eighty-One"    | 20 de abril de 2018    | 0.2/1                | 0.58                   | 0.3         | 0.61                       | 0.5           | 1.20                         |

### Resposta crítica
A quarta temporada foi bem recebida pelos críticos, elogios notáveis foram direcionados para suas histórias envolvendo temas como sexualidade, imigração e câncer, bem como seu final de temporada de cair o queixo. Os críticos também elogiaram as atuações das estrelas da série, Andrea Navedo e Yael Grobglas, bem como de artistas convidados como Tyler Posey e Rosario Dawson.
Os críticos primeiro elogiaram o quinto episódio da temporada em que o namorado de Jane (Gina Rodriguez) Adam (Tyler Posey) foi revelado ser bissexual. "Felizmente, Jane The Virgin lida com a história de Adam sem piadas ignorantes, comentários ofensivos descontrolados e histeria "engraçada", mesmo que a resposta inicial de Jane mostrasse seu próprio mal-entendido sobre a orientação sexual. Vale a pena notar também que ninguém além de Jane — de Xiomara, Lina e Danny — bateu um olho ao ouvir sobre a sexualidade de Adam. Este tipo de representação bissexual pode ajudar a tornar o mundo um espaço mais seguro para todos, o que significa que este episódio de Jane The Virgin é definitivamente um para celebrar," Alexis Reliford, um crítico da Bustle, disse sobre a história, mencionando também que o programa usa o desconforto inicial de Jane como uma maneira de ter uma conversa significativa sobre o tema da bissexualidade, desbancando alguns equívocos e estereótipos comuns. Como observado por Alanna Bennett do Buzzfeed News, mais tarde fica aparente que essa história única estava apenas estabelecendo um trabalho de base representacional para um enredo ainda maior na segunda metade da temporada, apresentando Petra (Yael Grobglas) desenvolvendo sentimentos por sua advogada, Jane Ramos (Rosario Dawson). Bennett comenta sobre a ideia de juntar Petra com a "Jane" de Dawson, sendo uma homenagem à parte da base de fãs que enraizou em Petra para se reunir com "Jane" de Rodriguez. Ela observa que, apesar de apenas cinco episódios em sua história, "o relacionamento de J.R. e Petra já é elétrico — e confirmado como romântico. Os impérios de fanfiction foram construídos de muito menos. Em um cenário de TV que parece estar abrindo caminho para mais e mais personagens bi, vale a pena prestar atenção ao que Jane the Virgin está fazendo aqui com Petra. Não é um personagem totalmente novo — é o mesmo público que Petra vem respondendo nos últimos quatro anos. Mas há uma mudança acontecendo nela, uma sedutora autodescoberta. Ela está se abrindo."
TVLine premiou Andrea Navedo como "Performer of the Week" por seu papel no décimo quarto episódio da temporada, "Chapter Seventy-Eight", elogiando a atriz por sua interpretação de Xiomara pós-descoberta de que ela tem câncer de mama e saiu com a decisão de ter ou não uma mastectomia dupla. "Navedo trouxe uma nova vulnerabilidade ao papel. Normalmente alta e orgulhosa, a atriz ficou pensativamente muda e de alguma forma parecia menor, o medo e a incerteza que pesavam sobre a personalidade vibrante de Xo. Até mesmo um dia de spa de mãe e filha provou pouca distração quando os olhos de Xo se encheram de ansiedade ao pensar em perder ambos os seios." O enredo envolvendo o câncer de Xiomara, bem como o desempenho do personagem de Navedo, recebeu elogios adicionais no décimo sexto episódio da temporada, "Chapter Eighty". Os críticos reconhecem a capacidade da série de equilibrar o arco do câncer de Xiomara com algumas das histórias mais alegres. "Eu não quero dizer, “Ok, mas qualquer programa poderia fazer uma boa história de câncer.” Isso não é verdade! Mas enquanto tudo sobre a história atual de Xo é eficaz e importante, acho que a coisa mais impressionante foi assistir ao show descobrir como contar a história de Xo, mantendo o equilíbrio de humor, drama e doçura que mantém o programa em si."